# Ghana na Letnich Igrzyskach Olimpijskich Młodzieży 2010
Ghanę na Letnich Igrzyskach Olimpijskich Młodzieży 2010 w Singapurze reprezentowało 20 sportowców w 3 dyscyplinach.

## Skład kadry

### Hokej na trawie
- Eugene Acheampong
- Samuel Afari
- Emmauel Akaba
- Emmanuel Ankomah
- Abdul Rahman Anum
- Ebenezer Arthur
- Joseph Ashaley
- Johnny Botsio
- Luke Damalie
- Matthew Damalie
- Fredrick Darko
- Simon Dontoh
- Selorm Kemevor
- Alfred Ntiamoah
- Ernest Opoku
- Confidence Timpoh

### Lekkoatletyka
Chłopcy:
- Atsu Nyamadi - trójskok - 8. miejsce w finale

Dziewczęta:
- Rita Luonab - bieg na 1000 m - 14. miejsce w finale

### Pływanie
Chłopcy:
- Joachim Ofosuhena-Wise
  - 50 m st. klasycznym - 17. miejsce w kwalifikacjach
  - 100 m st. klasycznym - 30. miejsce w kwalifikacjach
- Ralph Benjamin Teiko Quaye
  - 50 m. st. motylkowym - nie startował
  - 100 m. st. motylkowym - 36. miejsce w kwalifikacjach